# Arrondissement Castellane
Das Arrondissement Castellane ist eine Verwaltungseinheit des Départements Alpes-de-Haute-Provence in der französischen Region Provence-Alpes-Côte d’Azur. Unterpräfektur ist Castellane.
Es besteht aus 2 Kantonen und 41 Gemeinden.

## Kantone
- Castellane
- Riez (mit 9 von 26 Gemeinden)

## Gemeinden
Die Gemeinden des Arrondissements sind:
| 1. Allons (04005)                  | 2. Allos (04006)                  | 3. Angles (04007)            | 4. Annot (Alpes-de-Haute-Provence) (04008) |
| 5. Barrême (04022)                 | 6. Beauvezer (04025)              | 7. Blieux (04030)            | 8. Braux (04032)                           |
| 9. Castellane (04039)              | 10. Castellet-lès-Sausses (04042) | 11. Chaudon-Norante (04055)  | 12. Clumanc (04059)                        |
| 13. Colmars (04061)                | 14. Demandolx (04069)             | 15. Entrevaux (04076)        | 16. La Garde (04092)                       |
| 17. La Mure-Argens (04136)         | 18. La Palud-sur-Verdon (04144)   | 19. La Rochette (04170)      | 20. Lambruisse (04099)                     |
| 21. Le Fugeret (04090)             | 22. Méailles (04115)              | 23. Moriez (04133)           | 24. Peyroules (04148)                      |
| 25. Rougon (04171)                 | 26. Saint-André-les-Alpes (04173) | 27. Saint-Benoît (04174)     | 28. Saint-Jacques (04180)                  |
| 29. Saint-Julien-du-Verdon (04183) | 30. Saint-Lions (04187)           | 31. Saint-Pierre (04194)     | 32. Sausses (04202)                        |
| 33. Senez (04204)                  | 34. Soleilhas (04210)             | 35. Tartonne (04214)         | 36. Thorame-Basse (04218)                  |
| 37. Thorame-Haute (04219)          | 38. Ubraye (04224)                | 39. Val-de-Chalvagne (04043) | 40. Vergons (04236)                        |
| 41. Villars-Colmars (04240)        |                                   |                              |                                            |

## Neuordnung der Arrondissements 2017

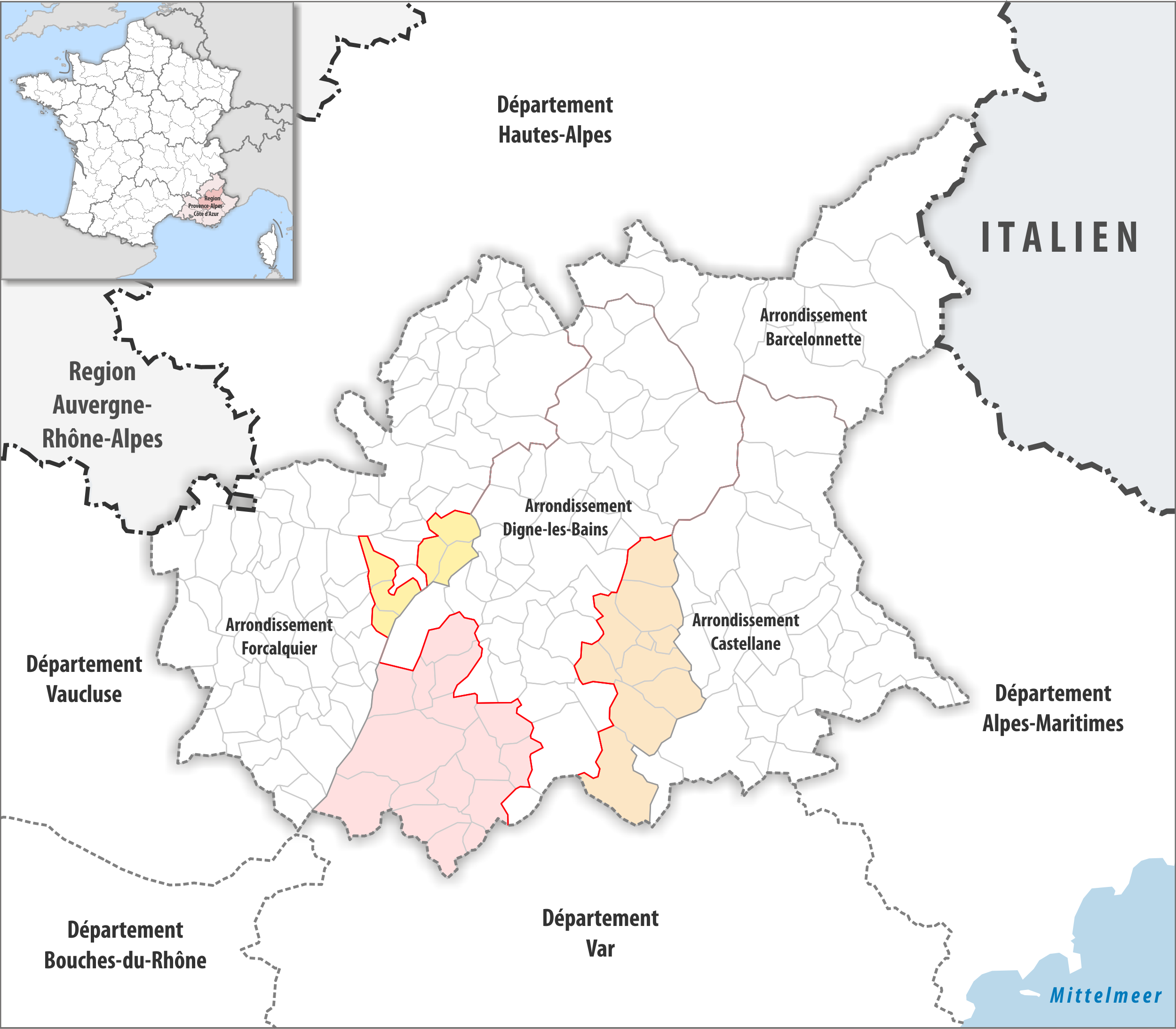
Arrondissementsanpassungen im Jahr 2017

Durch die Neuordnung der Arrondissements im Jahr 2017 wurde die Fläche der neun Gemeinden Barrême, Blieux, Chaudon-Norante, Clumanc, La Palud-sur-Verdon, Saint-Jacques, Saint-Lions, Senez und Tartonne aus dem Arrondissement Digne-les-Bains dem Arrondissement Castellane zugewiesen.